# Kövesd (puszta)
Kövesd avagy Kövesdpuszta egy kis falucska Tolna vármegye déli részén, Bátaszéktől 4 km-re nyugatra. Közigazgatásilag Bátaszékhez tartozik. 

## Története
Első említése egy 1267-ben kiadott oklevél, melyben a szekszárdi apát és alattvalói eladják Peterdet. Szerepel 1514-ben a szekszárdi apátság birtokai között. 1558-ban a cikádori apátság összeírásában ezt olvassuk Kövesdről: Zárkándy Pál a birtokosa. Búzatized után fizetnek 29 forintot. Az 1561-ben összeírt gabona tizedtartozások jegyzékében szerepel a település. Nem fizetnek. Szolgáltattak már 3 kereszt búzát. 1564. évi dikális összeírásban egy és fél portával szerepel.  Ebben az évben 6 bortizedfizetőt írtak össze itt: Udvary Egyed, Tóth Mihály, Kozáry Bálint, Chahy János, Tóth Pál, Somody János. A 16. század második felében elnéptelenedett, majd a török után német családok telepedtek meg itt és mint a bátaszéki uradalom pusztája élt tovább.
1972-ben épült meg a Bátaszéki Vázkerámia- és Cserépgyár. 
A közvetlenül a falu mellett elhaladó M6-os autópálya 2010-ben készült el.
Ma Bátaszék külterületi településrésze. 
2001-ben 183 lakosa volt.